# Euphyia disconnexa
Euphyia disconnexa là một loài bướm đêm trong họ Geometridae.